# 守口市立庭窪中学校
守口市立庭窪中学校（もりぐちしりつ にわくぼちゅうがっこう）は、大阪府守口市にある公立中学校。

## 沿革
学制改革により、当時の北河内郡門真町・四宮村・二島村・大和田村・庭窪村（1948年4月町制施行で庭窪町）の5町村の学校組合立で1947年に設置された「学校組合立澱南中学校」を学校の源流としている。現在の門真市立第一中学校とは起源を同じくしている。
澱南中学校は門真町立小学校に本校を置き、庭窪村立小学校などに分校を設置していた。
翌1948年9月1日に学校組合を解散し、庭窪町立中学校（当校）と門真町立中学校・四宮村立中学校・大和田村二島村学校組合立二和中学校（以上3校は現在の門真市立第一中学校の前身）の4校に分離した。
生徒数増加により、守口市立八雲中学校・ 守口市立梶中学校の2校が当校から分離している。

### 年表
- 1947年4月1日 - 北河内郡学校組合立澱南中学校が発足。
- 1948年9月1日 - 学校組合を解散。庭窪町立中学校が発足。
- 1948年11月1日 - 開校式を実施。この日を創立記念日とする。
- 1957年4月1日 - 庭窪町が守口市に編入されたことに伴い、守口市立庭窪中学校と改称。
- 1963年1月25日 - 校歌制定（作詞・鴫原一穂、作曲・川澄健一）。
- 1968年3月31日 - 守口市立八雲中学校を分離。
- 1970年4月1日 - 守口市立梶中学校を分離。
- 1990年 - 文部省より、生徒指導の研究推進校に指定される（1991年度まで）。
- 2001年7月23日 - 新正門完成。
- 2003年 - 文部科学省より、科学技術・理科教育推進モデル事業校に指定される（2004年度まで）。
- 2009年9月30日 - 体育館の耐震補強工事完了。

## 通学区域
- 守口市立庭窪小学校、守口市立金田小学校、守口市立佐太小学校の通学区域。

## 出身者
- 前の山太郎（大相撲力士、元大関）
- 剣晃敏志（大相撲力士、元小結）
- 岩田稔（プロ野球選手）
- 円広志（歌手）
- 塩見貴洋（プロ野球選手）
- よよよちゃん（ものまねタレント）
- 岸本ゆめの（歌手）

## 交通
- 地下鉄谷町線・大阪モノレール 大日駅 北東へ約1km（徒歩約15分）。
- 京阪バス 佐太二番バス停、佐太二番西詰バス停。